# Mahamedkhabib Kadzimahamedau
Mahamedkhabib Kadzimahamedau est un lutteur russe (en russe Magomedkhabib Kadimagomedov, de nationalité russe) né le 26 mai 1994 à Khushtada au Daghestan puis naturalisé biélorusse en 2020. Il a remporté une médaille d'argent en moins de 74 kg aux Jeux olympiques d'été de Tokyo.
Il est champion d'Europe 2020 en moins de 79 kg et champion national de Russie 2017 en moins de 70 kg. Il s'est également classé septième aux Championnats du monde 2017.
Il pratique également à la ligue Bellator MMA en arts martiaux mixtes (MMA)